# Титон (округ, Айдахо)
Ти́тон (англ. Teton) — округ в штате Айдахо. Окружным центром является город Дригс.

## Описание
Округ Титон был образован 26 января 1915 года. Своё название округ получил по близлежащему горному массиву Титон. Округ расположен в восточной части штата Айдахо. Площадь округа составляет 1 167 км², из которых 1 км² (0,05 %) занят водой. По данным на 2010 год, население округа составляло 10 170 человек. С 2000 года население увеличилось на 69,5 %.
|         | Фримонт Мадисон Титон (шт. Вайоминг ) Титон Бонневилл |                      |
|         |                                                       | Фримонт              |
| Мадисон | север                                                 | Титон (шт. Вайоминг) |
| Мадисон | Титон                                                 | Титон (шт. Вайоминг) |
| Мадисон | юг                                                    | Титон (шт. Вайоминг) |
|         | Бонневилл                                             |                      |

### Дороги
- — ID-31
- — ID-32
- — ID-33

### Города округа
- Дригс
- Титония
- Виктор

### Достопримечательности и охраняемые природные зоны
- Национальный лес Таргхи (частично)